# 同担拒否
同担拒否（どうたんきょひ）とは、同じ対象（アイドルや声優など）を応援する他のファン（同担）と交流を持ちたくないという姿勢を指すおたく用語。逆に、同じ対象を応援する他のファンと積極的に交流しようとする姿勢は「同担歓迎」という。

## 概要

### 起源
「担当」や派生語の「同担」といった用語は、もともと旧ジャニーズ事務所に所属していたアイドルグループのファンの中で使われていた用語である。後に、ジャニーズファンだけではなく、アイドルファン一般、さらにはアニメファンにも拡大して用いられるようになった。
かつてジャニーズファンは、メンバーAを応援しているファンのことを「A担当」と呼び、そのファンはAを指して「担当」と呼んだ:27-28。同じくAを応援するファンを「同担」と呼び:28、「同担」とは距離を置く、親密な関係にはなれないということを意味する語が「同担拒否」である。「同担NG」とも言われる:34。1990年代末頃のジャニーズファンは、自分が誰の「担当」であるかを示す名刺を持ち歩いており、これが同担拒否にも利用されていた:35。

### 心理
同担拒否には様々な種類があり、同担なら誰でも拒否するとは限らない。自分のコミュニティー内にいるファンなら同担でも拒否しないが、コミュニティー外なら拒否感情を抱くという同担拒否者もいる。また普段は同担同士で仲が良い間柄だが、コンサート会場など応援対象者の目前で隣席となった場合に、競争意識から拒否感情が出てくる、という場合もある。
同担に対する拒否感情には、この語を生んだジャニーズ系ファン層に見られる共通した特徴が影響している。ジャニーズ系ファンは応援対象者を親近感を持って見ており、対象者との関係をより充実させることを重視する。これは、対象者の芸能活動を憧れの感情を持って見る、という従来の音楽ファン層とは異なっている:251。こうした背景から、応援対象者との関係を邪魔し、ライバルとなったり嫉妬の対象となったりすることのあり得る同担との交遊は拒否される:253。また本人との同担のみならず、親しい友人との同担も拒否する場合もある。これはファンのグループの中で担当が重ならないようにすることで、グループ内の関係を良好に保つことを目的としている:30-31。

## 殺人未遂事件
2024年9月22日、長野県佐久市で開催中だったアニエラフェスタ2024の会場において、38歳の男が32歳の男性を刃物で刺す殺人未遂事件が発生した。男は同じ声優を推す男性ファンに怨みを抱いており、「殺すつもりで刺した」という趣旨の供述をして容疑を認めているという。